# 拉美和加勒比政党常设会议
拉美和加勒比政党常设会议（缩写为COPPPAL）是拉丁美洲（含加勒比地区）的一个区域性国际政党组织。1979年10月12日，该组织在墨西哥瓦哈卡市成立，发起者是墨西哥的革命制度党。该组织的成员包括自由主义、社会民主主义、基督教民主主义和左翼政党。现任主席是墨西哥人亚历杭德罗·莫雷诺·卡德纳斯，副主席是墨西哥人阿尔贝托·阿吉拉尔·伊纳里多。